# La vieja música
La vieja músicaes una película española dirigida por el director y guionista cinematográfico Mario Camus en el año 1985.
Tras hacerse con el Festival Internacional de Cine de Berlín por La colmena y la Palma de Oro en Cannes por Los santos inocentes, Camus presentó su nueva película, una que rompía con la pasión por adaptar grandes obras literarias que había exhibido en otros trabajos previos.
Con un guion firmado junto a Joaquim Jordà, La vieja música crea una atmósfera muy interesante que mezcla los valores del deporte con el amor. 
La película contó con la colaboración de la Televisión Española.

## Sinopsis
Martín Lobo llega a Lugo procedente de Uruguay para entrenar al Club Baloncesto Breogán, el equipo de baloncesto de la ciudad. En realidad tiene muy poca experiencia, así que mantiene como ayudante al anterior entrenador y, mientras tanto, intenta aprender a base de vídeos y libros. Sin embargo, la película nos irá descubriendo que la auténtica razón de su llegada a España es reencontrarse con un antiguo amor.

## Reparto
| Actor            | Personaje        |
| ---------------- | ---------------- |
| Federico Luppi   | Martín Lobo      |
| Charo López      | Paloma           |
| Antonio Resines  | Ramón            |
| Assumpta Serna   | Luz              |
| Jim Wright       | Art Davies       |
| Francisco Rabal  | Domingo Ferreiro |
| Agustín González | Bravo Ortiz      |
| Haydée Padilla   |                  |

## Recepción crítica
La vieja música tuvo una gran acogida a nivel nacionalpor su curioso argumento, pero especialmente en toda la provincia de Lugo. El hecho de haberla rodado geográficamente en aquella localización provocó que los lucenses tuviesen una sensación de pertenencia muy grande con el filme, evocando fuertes sentimientos de arraigo y nostalgia (o como ellos mismos dicen, de morriña).
Otro de los puntos que reforzó este apoyo del público lugués a la película fue el hecho de tener al CB Breogán como uno de los epicentros de la trama, tanto por la presencia del club, como por la aparición del Palacio Municipal de los Deportes de Lugo y de miembros reales del equipo en aquella época. Hoy en día, la obra de Camus se sigue recordando como un bonito y anecdótico recuerdo.
También han existido algunas críticas negativasdesde una parte del sector breoganista, por considerar "irrelevante" el papel de la institución en la película, y otras valoraciones de cinéfilos más puristas del séptimo arte que esperaban algo más rompedor por parte del reconocido director español.
Curiosamente, el nombre de Mario volvió a sonar mucho en Lugo tras su fallecimiento, el 18 de septiembre de 2021, debido a que sucedió exactamente el mismo día que el Club Baloncesto Breogán jugó su primer partido de la temporada en ACB (tras haber ascendido tan solo unos meses antes en Granada).